# Poslední útěk Adama Drechslera
Kniha Poslední útěk Adama Drechslera (s podtitulem Román o ztracené lásce, smrti a jedné nikdy nedopsané knize) je mystifikační román (zatím poslední, pátý v pořadí) Jiřího Peheho, vydaný nakladatelstvím Prostor roku 2021.
Hrdinou je eponymní intelektuál a spisovatel, který se s vědomím smrtelné choroby vypraví na poslední cestu přes Atlantik. Na palubě letadla se seznámí s půvabnou doktorandkou, a skrze rozhovor s ní se čtenář dozvídá o jeho emigrantské minulosti, v níž autor reflektuje dějiny Česka za více než poslední půlstoletí. Drechslerův útěk měl dramatickou dimenzi, následně zakotvil v New Yorku, pracoval pro mnichovskou stanici Svobodná Evropa, aby po pádu bipolárního světa pendloval mezi Českem a Spojenými státy; zažil vykořeněnost exulanta i ztrátu životní lásky. Mladou spolucestující Natálii z Adamova vyprávění zajímají detaily z jeho života (má záměr napsat o něm knihu), kdežto on jí snaží přesvědčit, že jeho život včetně díla vlastně směřuje do nicoty; skepticky přemítá nad marností lidského konání a nemožností pochopení a poznání světa; ba ironizuje ty, kteří o to v dobré víře usilují. Drechsler též zmiňuje svůj nikdy nedokončený historický román o dějinách jistého domu v Josefově, jehož příběh se autorovi poněkud vymkl z kontroly. Díky vypravěčům (papoušek Žako a golem Josille) se čtenář dozvídá o minulosti pražského Židovského města; současně vzniká otázka, kdo je skutečným vypravěčem Drechslerova románového i životního příběhu.

## Česká vydání
Poslední útěk Adama Drechslera vydalo v dubnu 2021 nakladatelství Prostor, sídlící v Praze-Podolí, a to jak v podobě brožovaného výtisku, tak v elektronické formě. Vytiskl příbramský PBtisk, a.s. Doporučená cena byla stanovena na 297,- Kč za tištěnou verzi, resp. 179 Kč za e-knihu.